# Кауаи (окръг)
Окръг Кауаи (на английски: Kauai County) е окръг в щата Хаваи, Съединени американски щати. Площта му е 3280 km², а населението - 58 463 души (2000). Административен център е град Лихуе.